# 37818 Juliamaury
37818 Juliamaury è un asteroide della fascia principale. Scoperto nel 1998, presenta un'orbita caratterizzata da un semiasse maggiore pari a 2,3704763 au e da un'eccentricità di 0,1585818, inclinata di 3,60128° rispetto all'eclittica.